# Inhibiteur de la recapture et antagoniste de la sérotonine

Structure chimique de l'antagoniste de la sérotonine et inhibiteur de la recapture de la sérotonine trazodone.

Les inhibiteurs de la recapture et antagonistes de la sérotonine (IRAS) sont une classe de médicaments utilisés principalement comme antidépresseurs, mais également comme anxiolytiques et hypnotiques. Leur mécanisme d'action repose sur l'antagonisme des récepteurs de la sérotonine, notamment le 5-HT2A, ainsi que sur l'inhibition de la recapture de la sérotonine, de la noradrénaline et/ou de la dopamine. Par ailleurs, la plupart de ces substances bloquent également les récepteurs α1-adrénergiques. La majorité des IRAS disponibles sur le marché appartient à la classe des composés phénylpipérazines.

## Liste des IRAS

### Commercialisés
- Étopéridone (Axiomin, Etonin)
- Lorpiprazole (Normarex)
- Mépiprazole (Psigodal)
- Néfazodone (Serzone, Nefadar)
- Trazodone (Désyrel)

#### Divers
- Vilazodone (Viibryd) – un médicament similaire, mais ne faisant pas partie de cette classe, se distingue par son mode d'action : il n'agit pas en tant qu'antagoniste de la sérotonine, mais exclusivement comme un agoniste partiel du récepteur 5-HT1A.
- La vortioxétine (Trintellix) – un autre médicament étroitement lié qui pourrait, sur le plan technique, être inclus dans ce groupe. Cependant, la vilazodone et la vortioxétine sont généralement classées comme des modulateurs et stimulateurs de la sérotonine.
- Niaprazine (Nopron) – un médicament associé à ce groupe, mais qui n'exerce pas d'effet inhibiteur sur la recapture de la sérotonine ou d'autres monoamines.
- La médifoxamine (Clédial, Gerdaxyl) pourrait, techniquement, être considérée comme faisant partie de ce groupe en raison de son action en tant qu'inhibiteur de la recapture de la sérotonine et de la dopamine, ainsi que d'antagoniste des récepteurs 5-HT2A et 5-HT2C, mais elle n'est pas classée comme telle[1].

### Jamais commercialisé
- Lubazodone (YM-992, YM-35995) – un IRAS qui n’a jamais été commercialisé.

## Pharmacologie

### Profil de liaison
Les profils de liaison des IRAS et de certains métabolites en termes d'affinités (Ki, nM) pour divers récepteurs et transporteurs sont les suivants :
| Composé | SERT     | NET       | DET    | 5-HT1A    | 5-HT2A  | 5-HT2B | 5-HT2C  | 5-HT3  | 5-HT6  | 5-HT7 | α1      | α2      | D2     | H1       | mACh    |
| --- | -------- | --------- | ------ | --------- | ------- | ------ | ------- | ------ | ------ | ----- | ------- | ------- | ------ | -------- | ------- |
| Etoperidone | 890      | 20000     | 52000  | 85        | 36      | ND     | ND      | ND     | ND     | ND    | 38      | 570     | 2300   | 3100     | >35000  |
| Hydroxynefazodone | 165–1203 | 376–1053  | ND     | 56–589    | 7,2–34  | ND     | ND      | ND     | ND     | ND    | 8,0–145 | 63–2490 | ND     | ND       | 11357   |
| meta-Chlorophenylpiperazine | 202–432  | 1940–4360 | ND     | 44–400    | 32–398  | 3,2–63 | 3,4–251 | 427    | 1748   | 163   | 97–2900 | 106–570 | >10000 | 326      | >10000  |
| Nefazodone | 200–459  | 360–618   | 360    | 80        | 26      | ND     | 72      | ND     | ND     | ND    | 5,5–48  | 84–640  | 910    | ≥370     | >10000  |
| Trazodone | 160–367  | ≥8500     | ≥7 400 | 96–118    | 20–45   | 74–189 | 224–402 | >10000 | >10000 | 1782  | 12–153  | 106–728 | ≥3500  | 220–1100 | >10000  |
| Triazoledione | ≥34527   | >100000   | ND     | 636–1 371 | 159–211 | ND     | ND      | ND     | ND     | ND    | 173     | 1915    | ND     | ND       | >100000 |
| Les valeurs correspondent à des Ki (nM). Plus la valeur est petite, plus le médicament se lie fortement au site. Pour les espèces utilisées dans les essais et les références, consultez les articles individuels sur chaque médicament. La plupart des valeurs, mais pas toutes, concernent des protéines humaines. |          |           |        |           |         |        |         |        |        |       |         |         |        |          |         |

Ces médicaments agissent comme antagonistes ou agonistes inverses des récepteurs 5-HT2A, α1-adrénergiques et H1, comme agonistes partiels du récepteur 5-HT1A et comme inhibiteurs des transporteurs. Le mCPP est un antagoniste du récepteur 5-HT2B, un agoniste des récepteurs 5-HT1A, 5-HT2C et 5-HT3,, et agit comme un agoniste partiel des récepteurs humains 5-HT2A et 5-HT2C.